# شوشقاکول
شوشقاکول (قزاقی: Шошқакөл) یک دریاچه در استان اولیتاو کشور قزاقستان است.